# Захоплення Верховної Ради Криму
Захоплення Верховної Ради Автономної Республіки Криму — епізод російської інтервенції до Криму. Прокуратура АРК кваліфікувала подію як теракт.

## Попередні події
25 лютого під будівлею кримської Верховної Ради відбувся проросійський мітинг, організований організацією «Кримський фронт» та козацькими організаціями. Учасники акції вигукували проросійські гасла та вимагали відокремлення від України шляхом проведення референдуму. Перед мітингувальниками виступив голова Верховної Ради АРК Володимир Константинов, який оголосив про проведення 26 лютого позачергової сесії. У ЗМІ з'явилася інформація про те, що на сесію може бути винесено питання про вихід Криму зі складу України, проте Константинов заперечив такі чутки, назвавши це провокацією «макіївської команди в кримському уряді».
- Будівля Верховної Ради АРК до анексії Криму Росією.
- Мітинг під стінами Верховної Ради АРК 26 лютого 2014 року.

26 лютого під стінами Верховної Ради АРК паралельно відбулися 2 акції: проукраїнський мітинг, організований Меджлісом кримськотатарського народу, котрий зібрав 10-15 тисяч учасників, та проросійський чисельністю близько 700 осіб, ініціатором якого стала партія «Руська єдність». Через незадовільні заходи безпеки, вжиті правоохоронцями, між проукраїнськими та проросійськими учасниками мітингів сталися сутички, у результаті чого загинули 2 учасників проросійського мітингу. Проросійський мітинг був відтіснений до внутрішнього двору кримської Верховної Ради, а призначена днем раніше сесія парламенту була скасована.

## Перебіг подій
Вранці 27 лютого о 4:23 будівля Верховної Ради АРК була захоплена озброєною групою. Бойовики безперешкодно потрапили до приміщення парламенту Криму, використавши лише димову гранату. Озброєна група перебувала у повному бойовому спорядженні та не мала військових знаків розрізнення. Кожен з учасників захоплення мав на лівій руці пов'язану білу стрічку.
Відповідно до офіційної заяви Генеральної прокуратури України захоплення державної установи здійснювалося 2 групами по 10-15 озброєних осіб у військовій формі без шевронів. Сергій Куніцин (на той момент кримський народний депутат від фракції УДАР) повідомляв про захоплення будівлі 120-ма професійними диверсантами з великим арсеналом зброї. Інший неназваний свідок подій повідомляв, що до Верховної Ради АРК спочатку вдерлися близько 30 озброєних осіб, а після захоплення приміщення до них приєдналися ще близько 30 бойовиків, які доправили автобусом до будівлі зброю — автомати Калашникова, СВД, РПГ тощо.
Одразу після захоплення нападники забарикадувалися у приміщенні, попередньо вивівши нечисельний персонал, що перебував у середині. Особи, котрі захопили будівлю, назвали себе представниками самооборони російськомовних громадян Криму, хоча лідер Меджлісу та депутат кримського парламенту Рефат Чубаров заявив, що за цими людьми стоїть російська влада; згодом стало ясно, що захоплення було здійснено силами кадрових російських спецпризначенців.
О 8:30 голова Ради міністрів АРК Анатолій Могильов виступив зі зверненням до мешканців Криму у якому повідомив про захоплення Верховної Ради АРК невідомими особами у кількості близько 50 осіб. На 9 годину Анатолієм Могильовим було анонсовано переговори, проте вони не мали результату, оскільки за словами Могильова невідомі відмовилися будь-що говорити.
Тодішній голова СБУ Валентин Наливайченко вважає, що силового захоплення Верховної Ради АРК не було, оскільки місцева кримська влада, зокрема міліція, добровільно передали контроль над будівлею та зброю.

## Матеріали
- Хронологію подій, які відбувались під стінами ВР АРК 26 лютого 2014 року, відновлено похвилинно [Архівовано 18 червня 2020 у Wayback Machine.] // Прокуратура АРК, 26.02.2018